# Керч (протичовновий корабель)
«Керч»  — великий протичовновий корабель проєкту 1134Б. Названий на честь міста-героя Керч.  15 лютого 2020 року на ньому був спущений військово-морський прапор Чорноморського флоту Росії, а корабель переведено в категорію військового майна.

## Служба

### Будівництво
Корабель був включений до складу кораблів ВМФ СРСР 25 грудня 1969 року. Корпус закладений на стапелі СБЗ імені 61 Комунара в Миколаєві 30 квітня 1971 року (заводський № С-2003). Церемонія спуску корабля на воду проведена  21 липня 1972 року. Військово-морський прапор СРСР був піднятий на кораблі 25 грудня 1974 року (дата підняття прапора оголошена корабельним святом), цього ж дня корабель був включений до складу 70-ї бригади протичовнових кораблів 30-ї дивізії протичовнових кораблів Червонопрапорного Чорноморського флоту. 
Радіоелектронне і радіолокаційне озброєння, не описане в таблиці:
- ГАС кругового огляду «Титан-2Т»
- система космічної навігації «Шлюз»
 2 РЛС керування артилерійською стрільбою МР-105 
системи РЕП:2×2 140-мм ПК-2, 8×10 122-мм ПК-10

### Служба у 1975 — 1991 роках
Після здачі курсових завдань ВПК «Керч» був введений до складу сил постійної готовності та 5 січня 1976 року вийшов на першу бойову службу в Середземне море. Під час агресії Ізраїлю проти Лівану «Керч» демонструвала військову присутність СРСР у східному Середземномор'ї. 24 липня корабель повернувся з бойової служби в Севастополь. Повторно брав участь у бойових службах у Середземному морі в період з 1 грудня 1977 по 28 червня 1978 року та з 3 травня по 15 жовтня 1979 року. 1978 року корабель був нагороджений призом ГК ВМФ СРСР по ракетній підготовці, а в наступному році відзначений вимпелом міністерства оборони СРСР «За мужність та військову доблесть» .
1980 року «Керч» була нагороджена перехідним Червоним прапором Військової ради КЧФ. 16 жовтня 1981 року на кораблі здійснив вихід у полігон бойової підготовки в районі Севастополя заступник міністра оборони СРСР Маршал Радянського Союзу К. С. Москаленко. З 10 вересня по 6 жовтня 1982 року «Керч» брала участь у навчаннях «Щит-82», з 3 по 20 вересня 1983 року  — у флотських навчаннях в районі Керченської протоки під прапором Головкому ВМФ СРСР. З 12 по 21 березня 1984 року  — участь корабля в навчаннях «Союз-84», з 1 по 9 серпня корабель наносив офіційний візит в порт Варна (Болгарія). Після завершення візиту та прийняття на борт боєзапасу, пального та продовольства, корабель повинен був вийти в море на чергову бойову службу, але за добу до виходу один із мічманів, не перевіривши наявність масла, провернув головні механізми, через що головна енергетична установка корабля вийшла з ладу і замість «Керчі» на бойову службу довелося відправляти ВПК «Миколаїв» (бортовий номер «Керчі»  — 707  — було віддано на борт «Миколаєва», оскільки саме він був вказаний в заявці на проходження турецьких проток), а ВПК «Керч» був поставлений в док «Севморзаводу» для проведення середнього ремонту та модернізації.
Під час ремонту та модернізації на кораблі були замінені ГТУ, встановлені нові пускові установки ПЛРК УРК-5 «Розтруб» і ЗРК «Шторм-Н», комплекс космічного зв'язку «Цунамі-БМ» системи «Циклон-Б» та 45-мм салютні гармати; РЛС «Схід» замінена на новітню РЛС «Підберезник». 1988 року при проведенні модернізації в офіцерському буфеті через загоряння холодильника виникла пожежа. виявлення спалаху сталося пізно (через 25 хвилин), але надбудова, виготовлена з алюмінієво-магнієвого сплаву, загорітись не встигла та корабель вдалося відстояти. Жертв при цьому вдалося уникнути. Вийшовши з ремонту, з 23 червня по 2 липня 1989 року корабель завдав офіційний візит в порт Стамбул, а з 11 по 15 серпня  — офіційний візит до Варни.

### Служба у 1992 — 2011 роках
До розпаду СРСР з 25 травня по 25 жовтня 1991 року «Керч» виконала ще одну бойову службу. З 4 по 16 лютого 1992 року корабель вийшов на чергову бойову службу вже під Військово-Морським прапором неіснуючої країни, і, будучи флагманом 5ої Середзнмноморської ескадри кораблів, брав участь у спільних навчаннях з кораблями 6-го флоту США. При виконанні швартування 1 березня 1993 року «Керч» врізалася в бетонну стінку 14-го причалу Севастопольської ВМБ і отримала дуже серйозні пошкодження корми, для ліквідації яких встала на двотижневий ремонт.
З 16 червня по 10 липня 1993 року «Керч» перебувала на своїй останній в XX столітті бойової службі. За час походу двічі (21 та 23 червня) був зафіксував контакт з атомними ПЧ США. За підсумками 1993 року корабель завоював Приз ГК ВМФ РФ по ракетній підготовці. 1994 року «Керч» виходила в сімнадцятиденний похід в Середземне море для забезпечення візиту Президента Росії Б. М. Єльцина в Грецію. Завдання виявлення іноземних ПЛ в поході не вирішувалися. З 18 по 22 серпня 1996 року корабель відвідав Варну. У листопаді 1998 року «Керч» під прапором заступника командувача ЧФ контр-адмірала А. В. Ковшарь  (колишнього командира корабля) відвідав з офіційними візитами Канни та Мессіну.

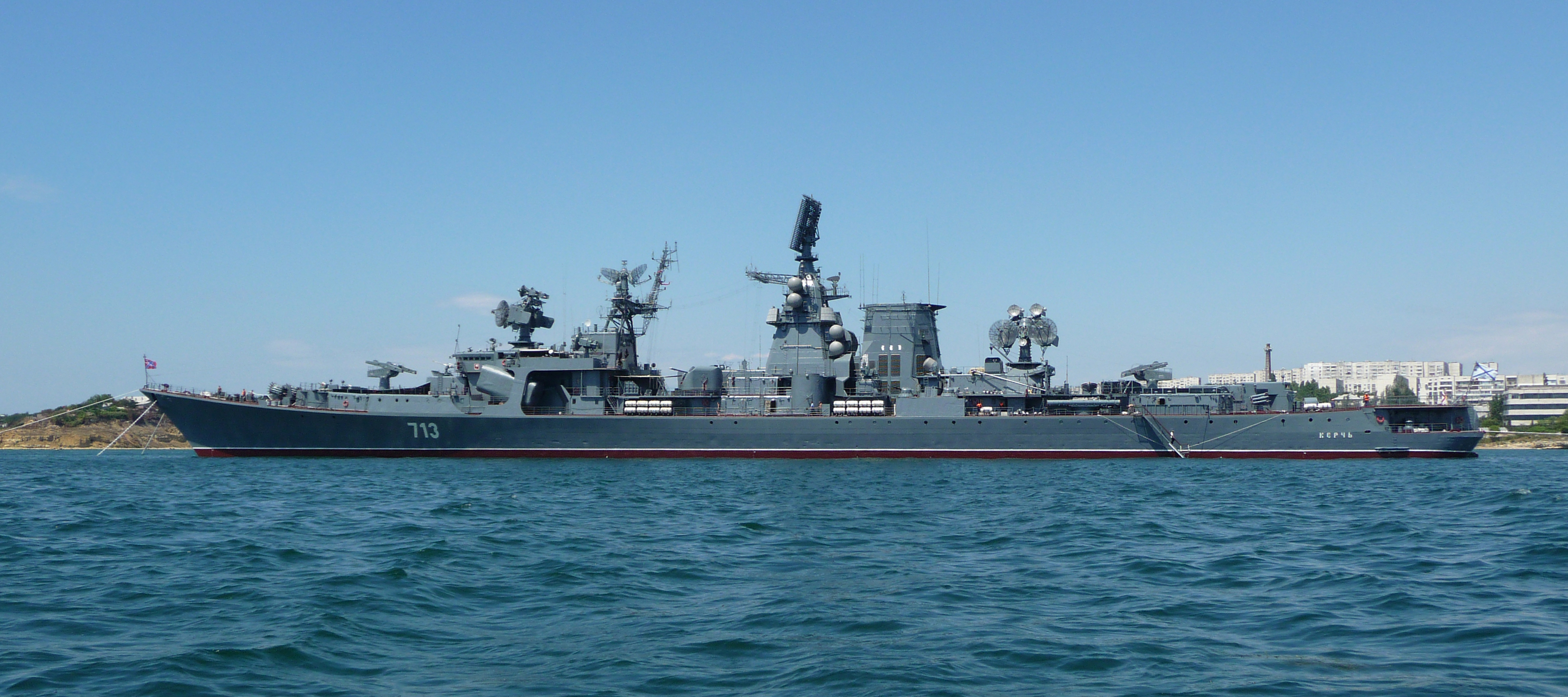
ВПК «Керч» 2009 року

2005 року «Керч» пройшла поточний ремонт на Новоросійському судноремонтному заводі. Під час ремонту було замінено один з турбогенераторів, виконаний ряд корпусних робіт, відремонтована донно-забортна арматура, усунуто 6-мм биття лівої валолінії. 2006 року на «ФГУП 13 Судноремонтний завод ЧФ МО РФ» було проведено перше з 1991 року технічне обслуговування РЛС «Підберезник». У тому ж році корабель пройшов докування на «Севморзаводі», де був виконаний ремонт РЛС МР-700 «Підберезник».
У червні 2011 року ВПК «Керч» здійснював двотижневе стеження в акваторії Чорного моря за ракетним крейсером ВМС США «Монтеррей».
За час перебування у складі сил постійної готовності «Керч» пройшла більш 180 000 морських миль, під час проведення протичовнових операцій протягом восьми годин підтримувала контакт з іноземними атомними підводними човнами та протягом 40 годин  — з дизельними.
Над кораблем шефствують: Південно-Східний адміністративний округ Москви, адміністрація Бєлгорода та адміністрація Красноармійського району Волгограда.
4 листопада 2014 року на кораблі, який перебував біля 12-го причалу Севастопольської бухти у м. Севастополі на плановому ремонті, близько 4:00 за київським часом сталася пожежа, на локалізацію якої пішло півтори години, а загальна площа займання склала близько 100 кв. метрів. Серед причин пожежі називали можливе порушення при виконанні ремонтних робіт, через яке була пошкоджена корабельна траса.

### Завершення служби
25 січня 2015 виведений зі складу флоту. 15 лютого 2020 на "Керчі" був спущений Андріївський прапор.

## Командири
- капітан 3 рангу (пізніше  — капітан 2 рангу) Ю. Г. Гусєв[3];
- капітан 3 рангу (пізніше  — капітан 2 рангу) В. Гришанов (1979);
- капітан 2 рангу Нягу (1981);
- капітан 3 рангу (пізніше  — капітан 2 рангу) А. В. Ковшарь (травня 1982 — 1984);
- капітан 2 рангу Є. В. Орлов (1984 — 1986);
- т.в.о. капітан 3 рангу К. Клепіков (1986);
- капітан 2 рангу Г. Шевченка (1986 — 1987);
- капітан 2 рангу А. І. Павлов (1987 — 1989);
- капітан 2 рангу Авраменко (квітня 1993);
- капітан 2 рангу А. Є. Демиденко;
- капітан 2 рангу С. Б. Зінченко (1997);
- капітан 2 рангу (пізніше  — капітан 1 рангу) О. Ігнасюк;
- капітан 1 рангу О. Пешкуров (з кінця грудня 2006).
- капітан 1 рангу А. Бакалов (з квітня 2012)

## Бортові номери
- У ході служби корабель змінив ряд наступних бортових номерів[3]:
- 1974 рік  — № 524;
- 1975 — 1976 роки  — № 529;
- 1977 рік  — № 534;
- 1978 рік  — № 703;
- 1979 — 1980 роки  — № 715;
- 1985 рік  — № 703;
- 1986 рік  — № 539;
- 1987 — 1989 роки  — №  708; ]
- 1989 рік  — № 717;
- 1990 рік  — № 711;
- 2000 — 2013 роки  — № 713.